# Cosme Aguilera Álvarez
Cosme Aguilera Álvarez (Puebla de Zaragoza, Puebla, 1 de septiembre de 1900-1972) fue un político mexicano, integrante del Partido Revolucionario Institucional (PRI). Fue en dos ocasiones diputado federal.

## Biografía
Realizó estudios de primaria, secundaria y preparatoria en la ciudad de Puebla, tiene el título profesional de contador. Participó en la Revolución Mexicana, alcanzando el grado de capitán primero en el Ejército Constitucionalista. 
Miembro del PRI, ocupó puestos gubernamentales como recaudador de impuestos, y en el gobierno de Puebla fue director del departamento de Gobernación y Justicia; Tesorero general del estado; y coordinador general del Programa de Alfabetización. Fue en dos ocasiones elegido diputado al Congreso del Estado de Puebla y en dos ocasiones diputado federal.
Elegido por primera ocasión diputado federal por el Distrito 4 de Puebla a la XXXIX Legislatura de 1943 a 1946, legislatura en donde también ejerció como diputado Gustavo Díaz Ordaz; y la segunda ocasión durante el mandanto presidencial de Díaz Ordaz en la XLVII Legislatura de 1967 a 1970 por el Distrito 5 de Puebla.